# Jia Zhangke
Jia Zhang Ke, 賈樟柯 (em chinês tradicional) ou 贾樟柯 (em chinês simplificado) (Fenyang, Shanxi, na China, 1970) é um realizador de cinema chinês.
É geralmente considerado como a figura de proa da "sexta geração" do cinema chinês, grupo que inclui também os realizadores Wang Xiaoshuai e Zhang Yuan. 
Os primeiros filmes de Zhang Ke, uma trilogia inspirada na sua província natal Shanxi, foram feitos fora dos apoios estatais chineses, e são, por isso, considerados filmes independentes. A partir de 2004, o estatudo de Zhang Ke aumentou, tendo lhe sido permitido filmar o seu quarto filme, em inglês The World, com apoio do estado.
Os filmes de Jia Zhang Ke têm recebido louvor crítico e obtido reconhecimento internacional, o mais notável dos quais o prémio máximo no Festival de Veneza para o filme Still Life, de 2006. Tem sido descrito por alguns críticos e cineastas como possivelmente "o cineasta em actividade mais importante do mundo" 
Em 2015, foi lançado Jia Zhang Ke: Um Homem de Fenyang, documentário sobre a vida e a obra cinematográfica do chinês através do olhar do cineasta brasileiro Walter Salles.

## Estudos
O interesse de Jia pelo cinema começou na década de 1990, enquanto estudante de artes na Universidade de Shanxi, em Taiyuan. A projecção do filme Yellow Earth, de Chen Kaige, a que Zhang Ke assisitu ter-lhe-á, segundo o próprio, mudado a vida, ao tê-lo feito compreender que queria ser realizador de cinema. Assim, Jia entra para a prestigiada Academia de Cinema de Pequim em 1993, enquanto estudante de teoria cinematográfica, o que lhe daria acesso aos clássicos ocidentais e orientais, assim como uma extensa biblioteca de cinema.

## Filmografia enquanto realizador
- 2010 - Hai shang chuan qi
- 2008 - Stories on Human Rights, segmento Black breackfast
- 2008 - Heshang aiqing
- 2008 - Er shi si cheng ji - 24 City
- 2008 - Shi nian - Remembrance
- 2007 - Women de shi nian - Our Ten Years
- 2007 - Wuyong - Useless
- 2006 - Dong
- 2006 - Sanxia haoren - Still Life
- 2004 - Shijie - The World
- 2002 - Ren xiao yao - Unknown Pleasures
- 2001 - Gong gong chang suo - In Public
- 2000 - Zhantai
- 1997 - Xiao Wu - Pickpocket
- 1995 - Xiaoshan huijia

## Ligações Externas
- Jia Zhang Ke no IMDb
- Conversa com Jia Zhang Ke (em inglês)